# Manoir de Saint-Quijeau
Le manoir de Saint-Quijeau est situé à Lanvénégen, au lieu-dit Saint-Quijeau, à 2 km au sud-est du bourg. Il est inscrit au titre des monuments historiques par arrêté du 4 février 1998.

## Histoire
La première mention officielle d'un manoir est en 1426 pour montrer l'équipement militaire que la famille Du Reste a à entretenir. Un dénommé Jehan Du Reste demeurant au manoir de Léonas l'a en effet reçu en dot de mariage. La mariée appartenait à la famille habitant le manoir de Diarnelez au Faouët et Saint Quijeau a été détaché du fief du Diarnelez. Il devient par mariage la propriété de la famille  Guégant venu des Salles de Boblaye en Meslan au début du XVIIe siècle (leurs armes figurent sur les vitraux de l'église paroissiale Saint-Conogan). La seigneurie de Saint-Quijeau sera mise au enchère à la fin du XVIIe siècle pour apurer des dettes et racheté par Thomas de Kervenozaël de Ty Quelen en Guiscriff. Thomas de Kervenozaël, avocat de la juridiction de Quimerch, œuvre à valoriser la seigneurie mais décède en 1730 sans avoir eu le temps de transformer le manoir en château. En 1731, l'héritière  Marie-Françoise de Kervenozaël épouse le comte Louis Nicolas de Plœuc, parlementaire , qui prend le titre de marquis en 1734 au décès de son frère aîné. Saint-Quijeau se transforme en véritable entreprise avec la production de cidre de 50 ha de pommiers et une production de foin qui va pouvoir répondre à la demande occasionnée par la création des transports en commun et par ceux de la cavalerie qui est là pour défendre la province. Le manoir est profondément remanié probablement pour être mis au goût du jour. On parle alors non d'une construction ex nihilo, mais d'une mise au goût architectural de l'époque. Recherche de symétrie, des perspectives, le château est agrandi, doublé en profondeur, la chapelle reconstruite, réalisation d'écuries importantes et réalisation du vestibule et introduction d'un double escalier en E habituellement destiné aux édifices publics. Le chantier sera interrompu en 1753 pour permettre l'aboutissement du projet de reconstruction du château du marquis, le Guilguiffin à Landudec, qu'il dira avoir fait pareil. La marquise meurt en 1758 et le château passe à son fils le comte Louis René de Plœuc. À la révolution, il appartient au comte Victor du Botdéru, qui émigre en Pologne à la faveur des évènements. Vendu comme bien national, le château est racheté en 1796 par sa mère Jeanne Thomase de Plœuc. Le comte Victor du Botdéru fera don de ses biens à son cousin qui vendra le château et les fermes de 1843 à 1845. Trois propriétaires se succéderont de 1845 à 1851. En 1855, Thomas Cadic du village de Rosquéo achète le château et en fait un manoir ferme.

## Description
La composition d'ensemble, à plan fermé, est la composition type d'une demeure seigneuriale : le corps de logis principal, prolongé à l'est par la chapelle, se situe au nord d'une cour fermée sur chacun de ses côtés par les communs symétriques reliés entre eux par un mur qui ferme la cour au sud ; les communs ouest sont liés au logis par un portail à double porte, cochère et piétonne. Celui ci porte le blason d'une famille inconnue.
Des jardins s'étendaient au nord et à l'est : quelques traces des murs les entourant subsistent encore. 
Au nord-est du corps de logis principal se trouve une dépendance appelée écurie. Enfin au sud-ouest, le four à pain est situé au-delà de la clôture. Le manoir se compose d'une cour que ferment au nord le corps de logis principal, à l'est et à l'ouest des communs et au sud un muret. 

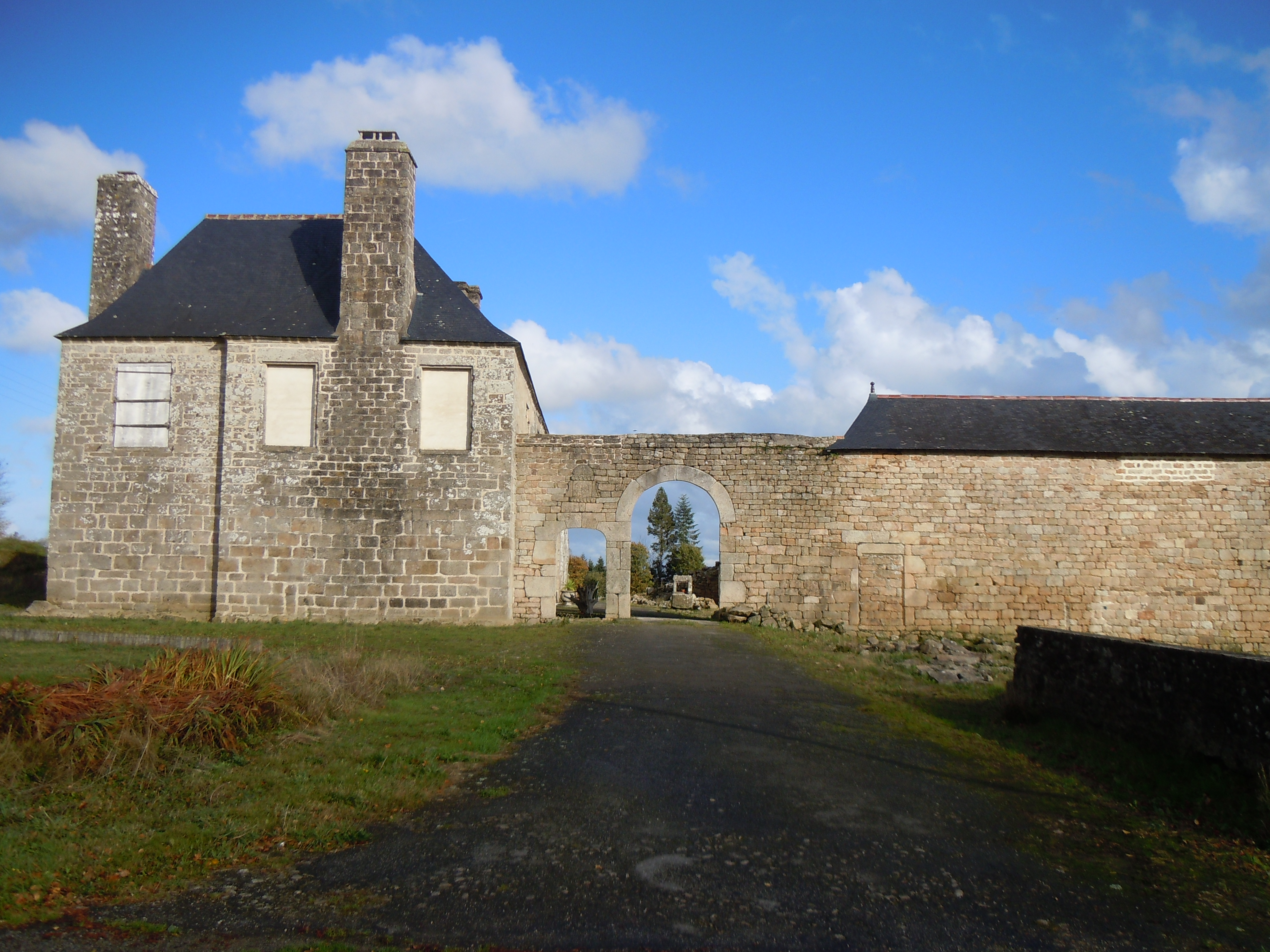
l'entrée côté ouest avec le portail à double porte
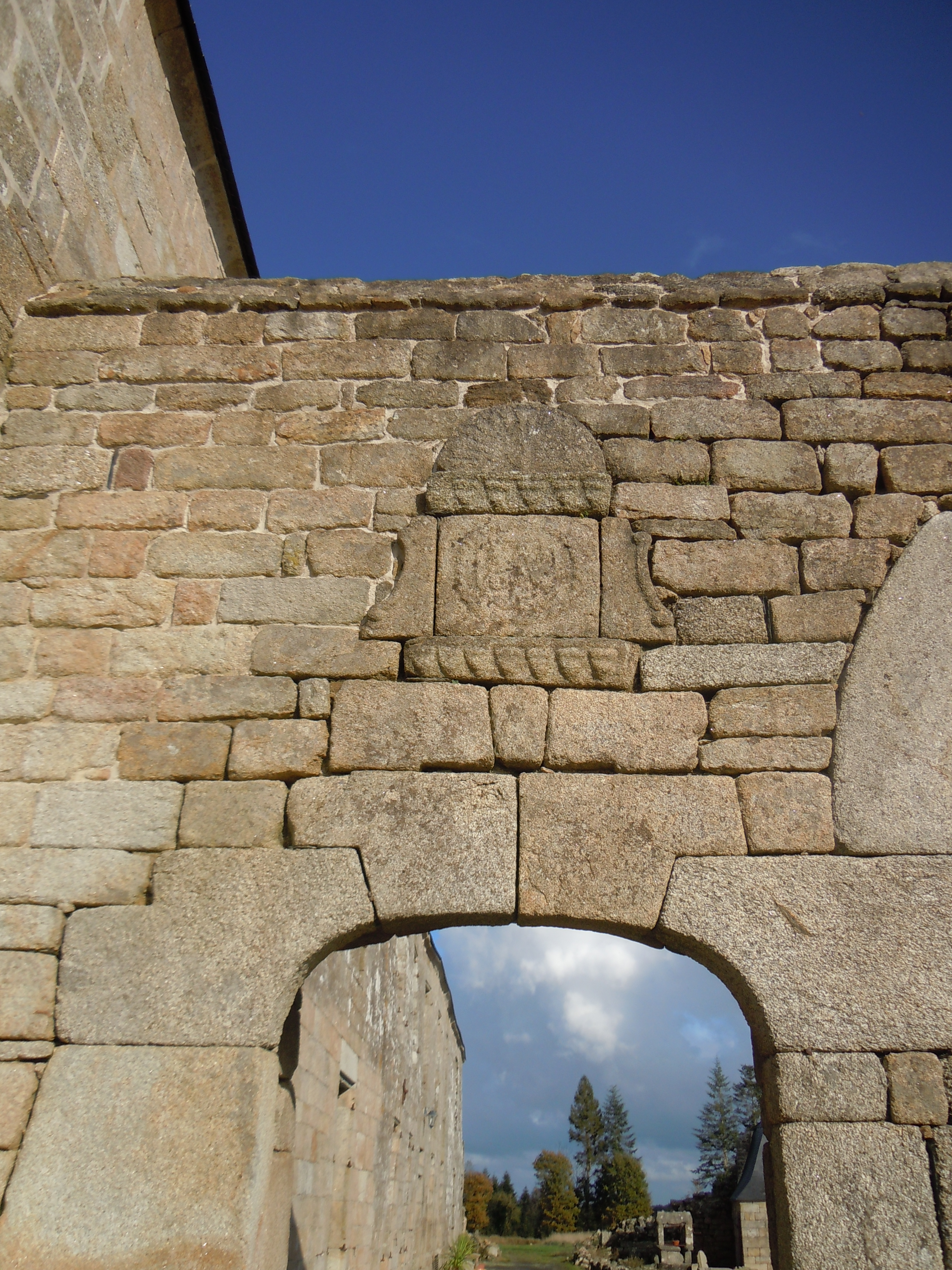
blason d'une famille inconnue au-dessus de la porte piétonne
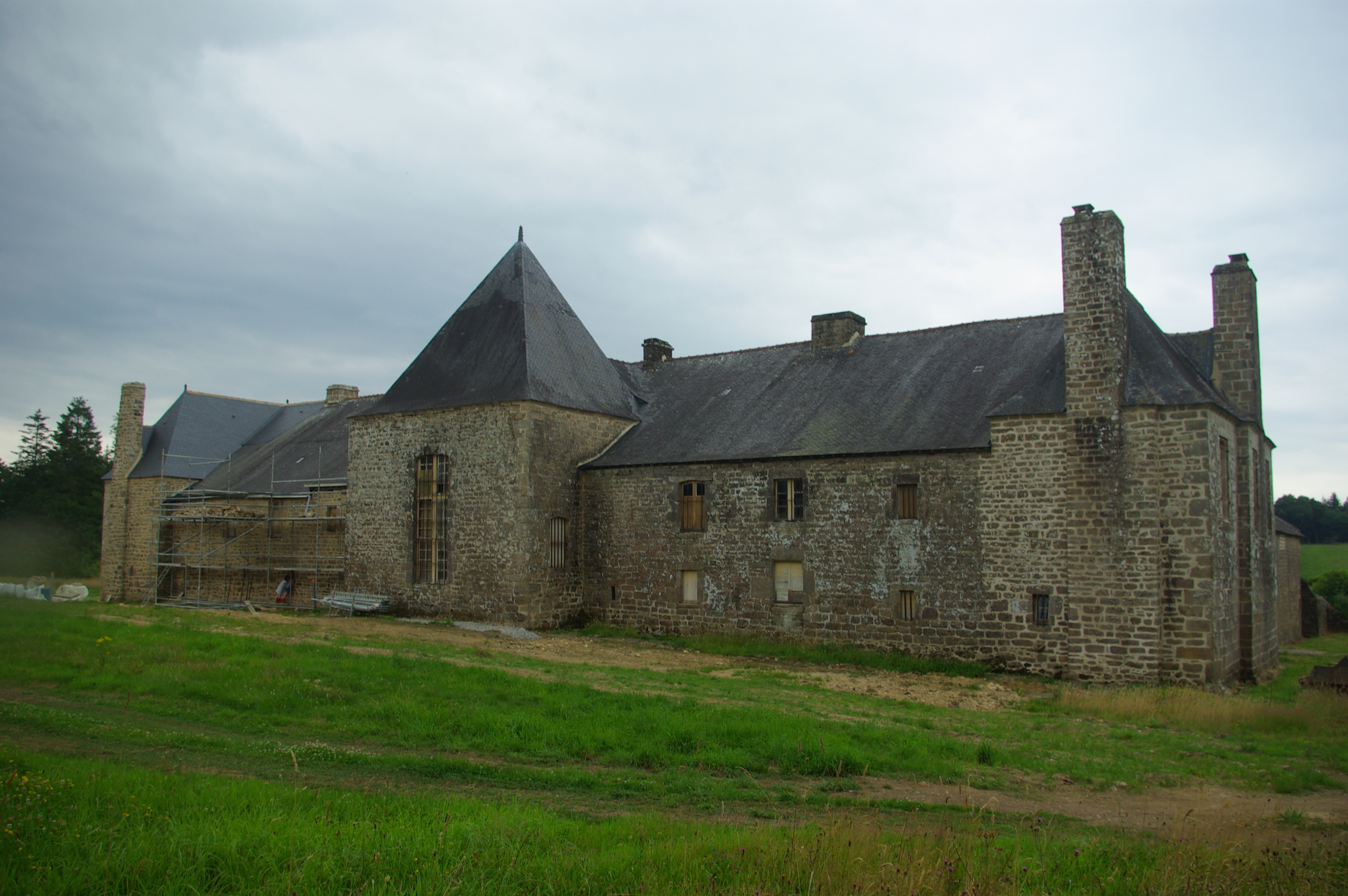
Vue de la façade Nord en cours de restauration
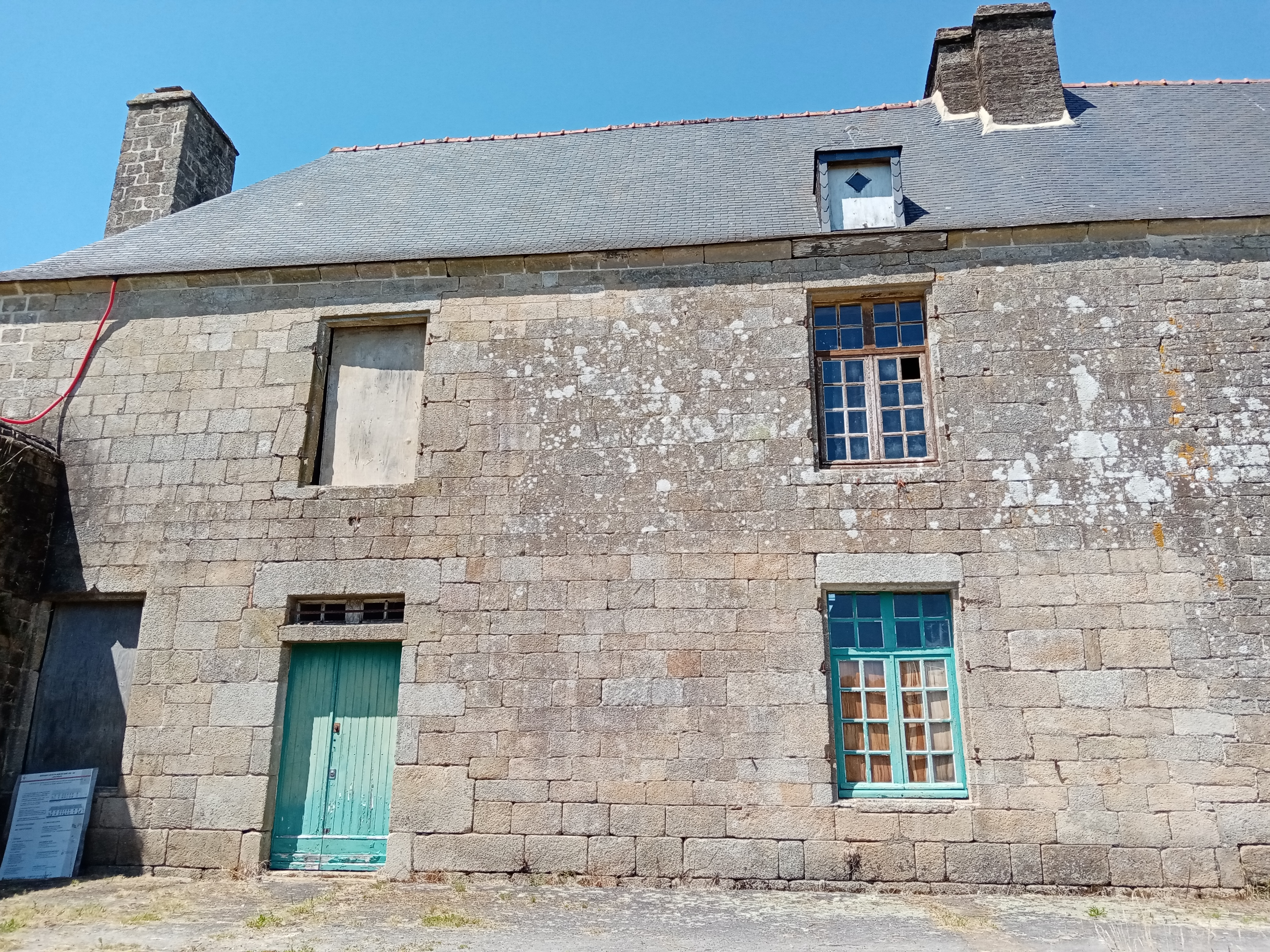
Façade Sud du manoir (été 2021)
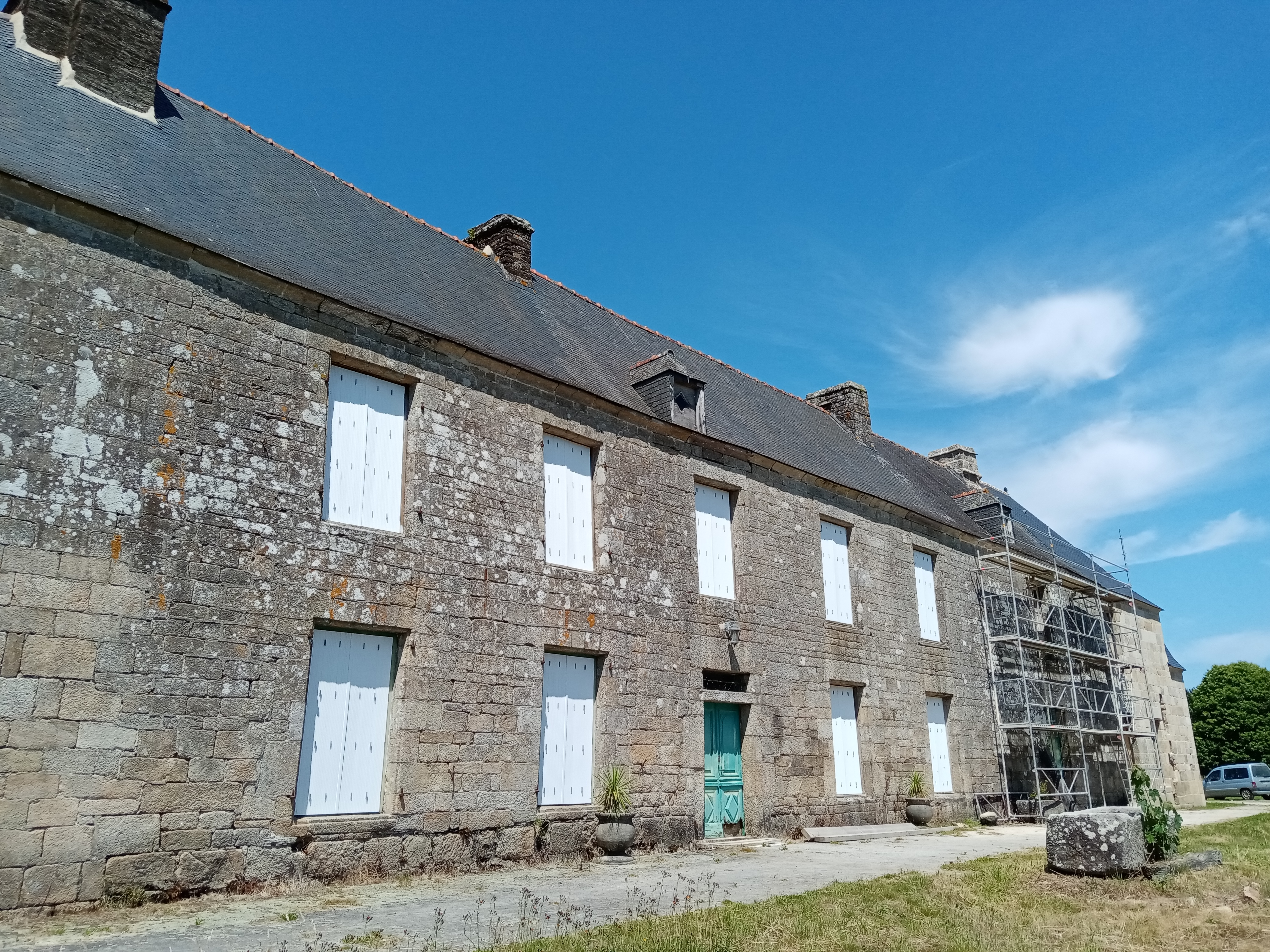
Autre vue de la façade Sud (été 2021), les travaux avancent sur la partie Est du bâtiment
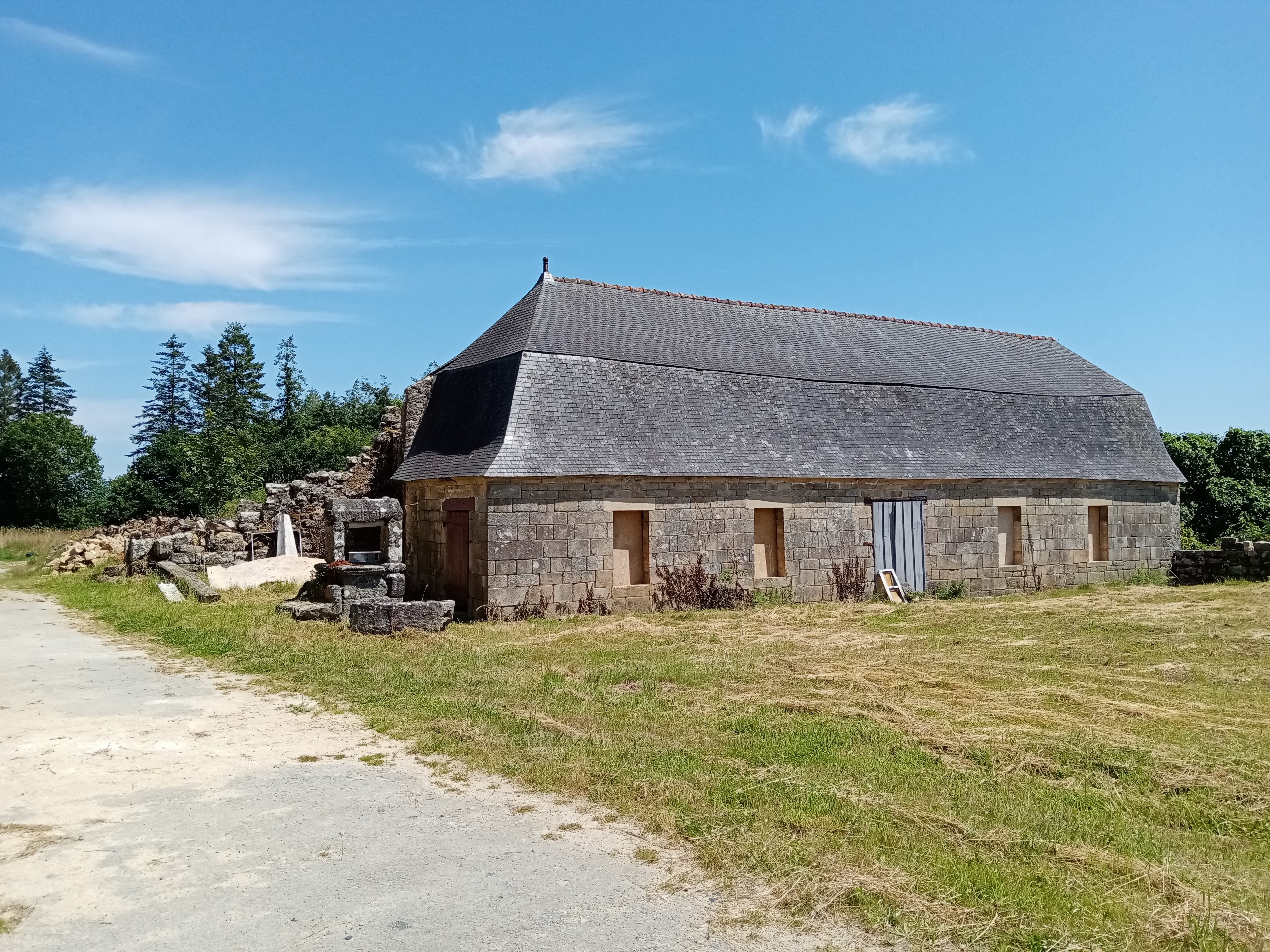
Les écuries Est du manoir

## Restauration en cours
Depuis 2016 et le rachat du manoir par un nouveau propriétaire, des travaux d'anastylose du bâtiment sont en cours. Les travaux ont débuté du côté est du bâtiment avec la remise en état de la chapelle du manoir. L'intérieur du manoir est en cours de nettoyage avant des travaux plus importants.

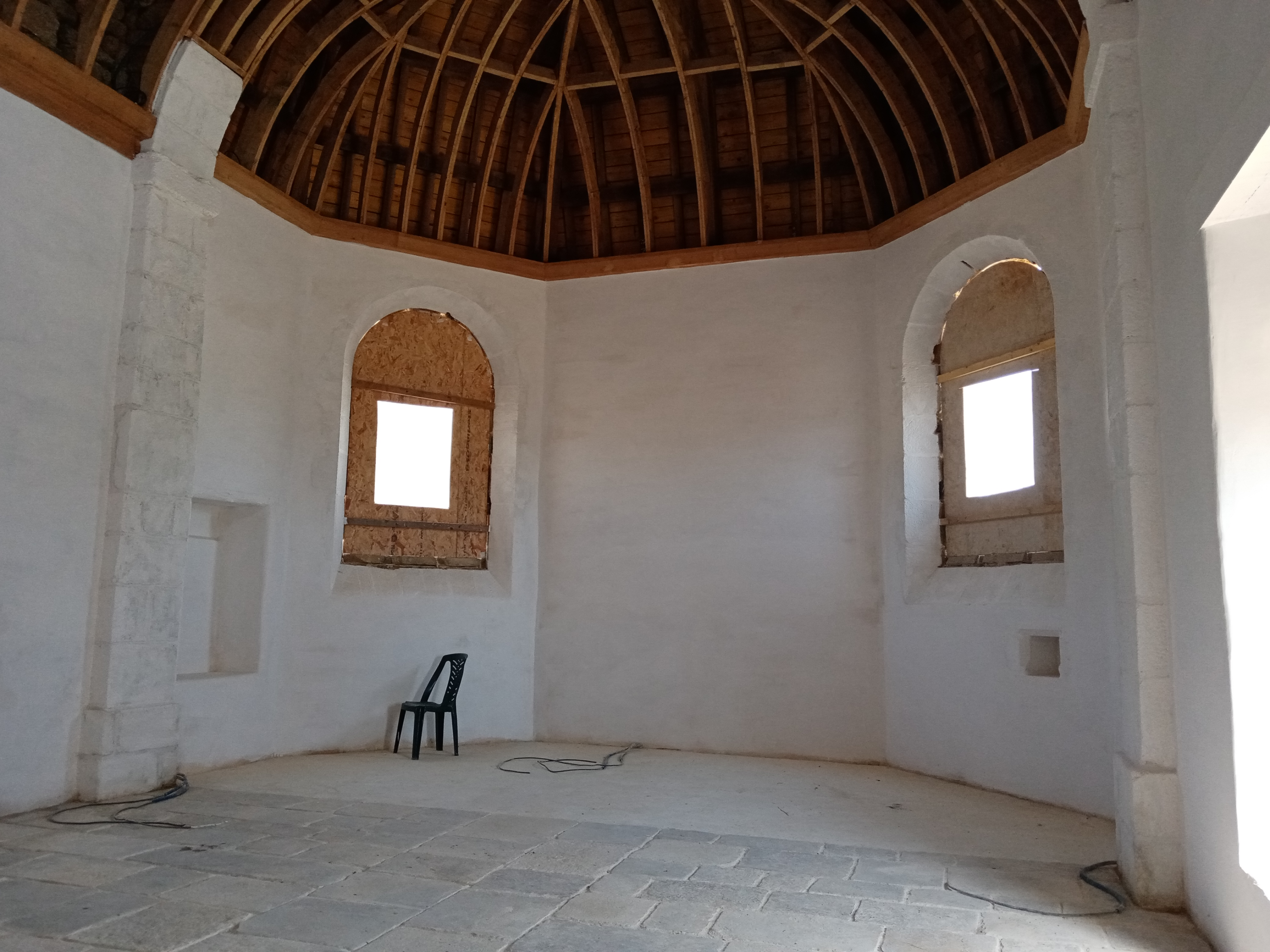
Intérieur de la chapelle
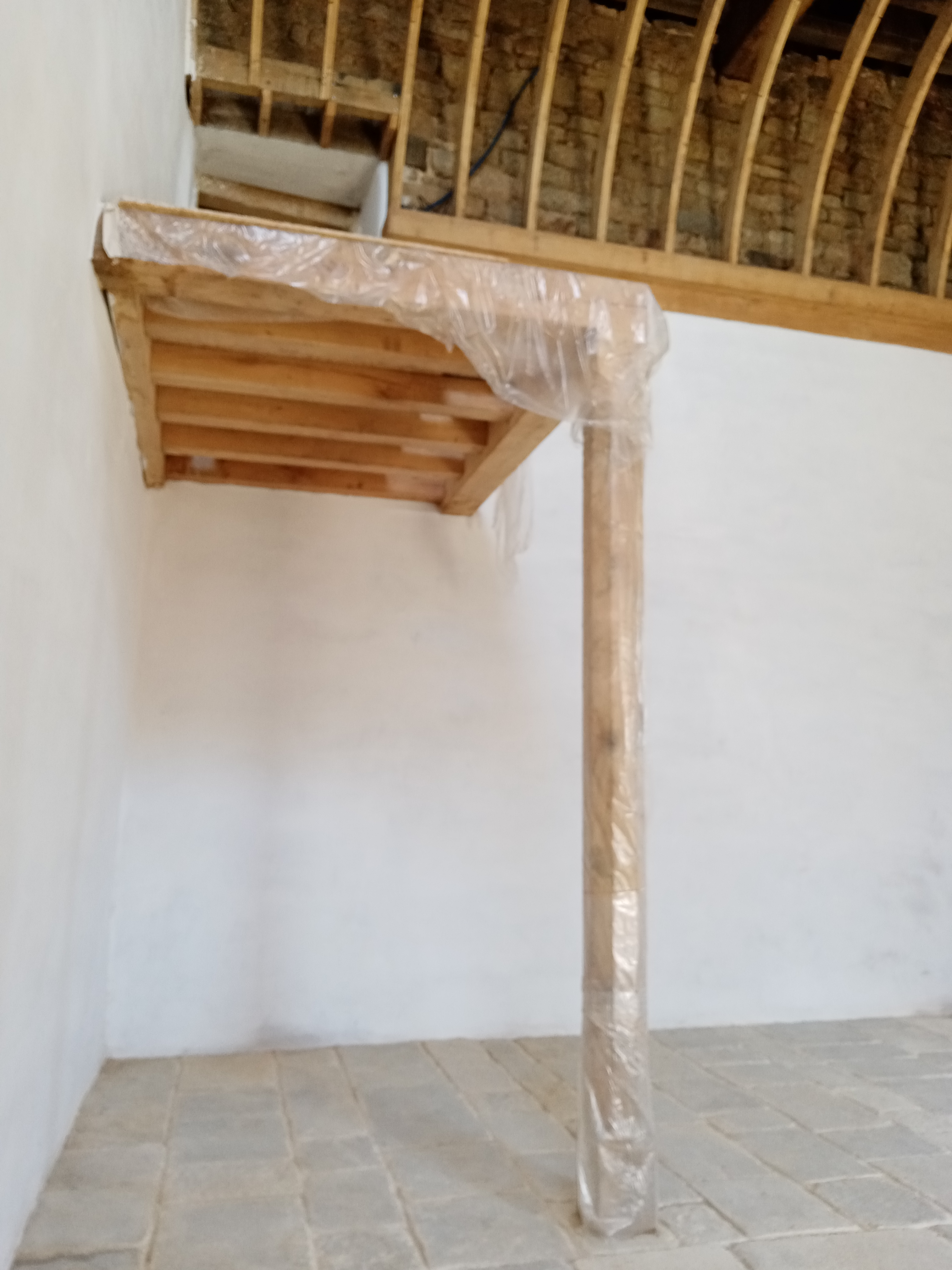
Estrade de la chapelle en cours de restauration
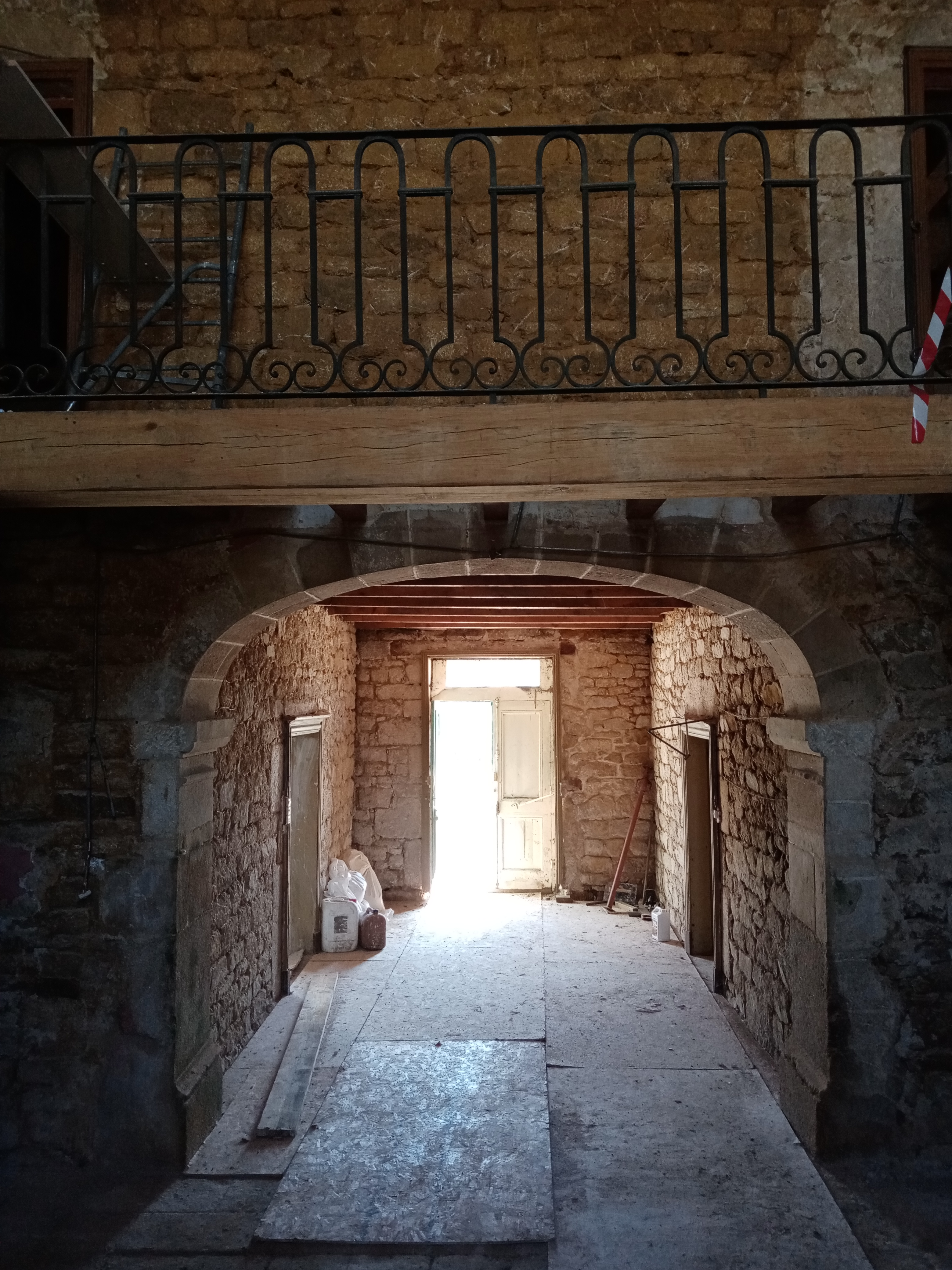
Vue de l'entrée du manoir depuis l'escalier monumental
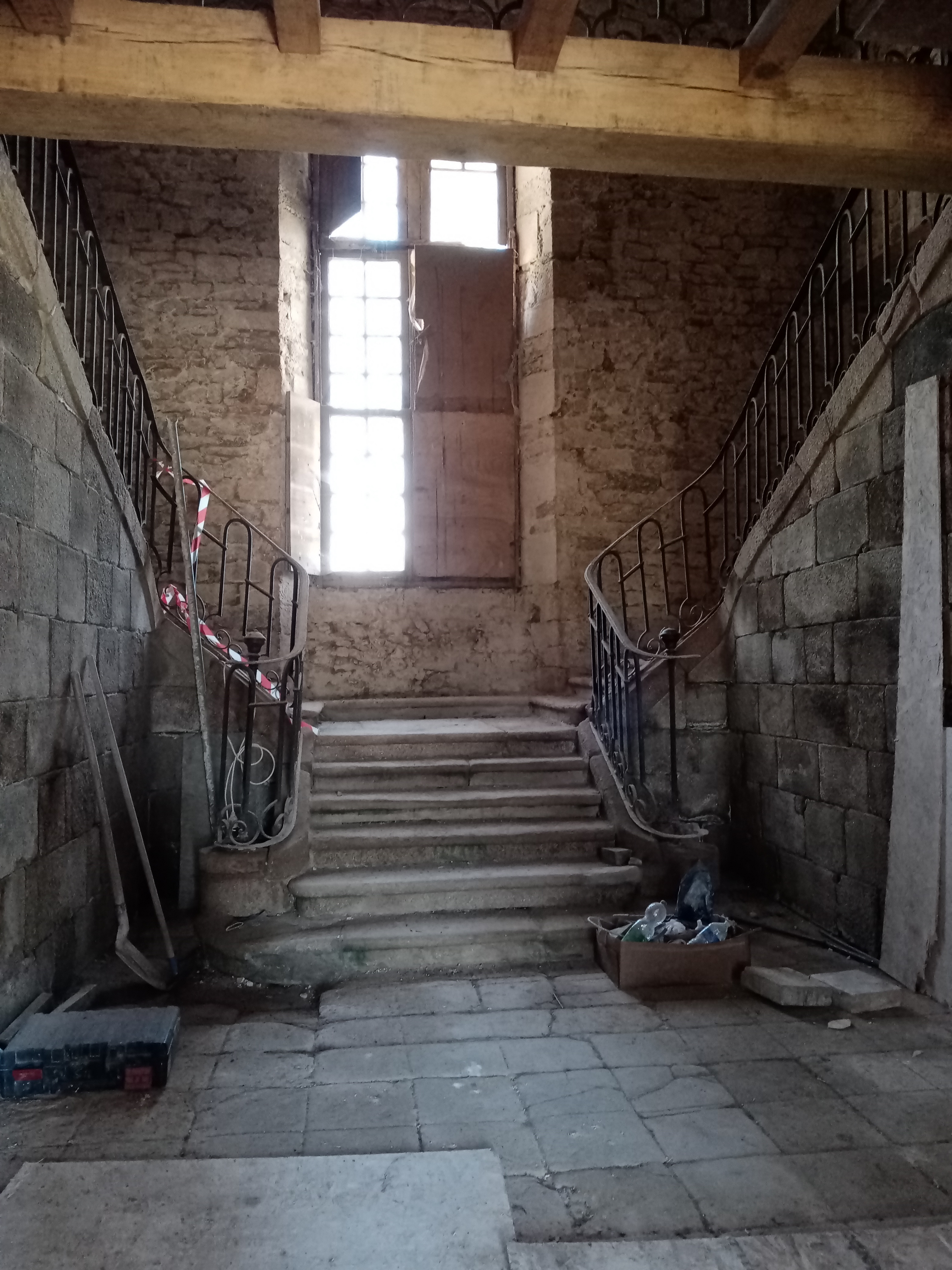
L'escalier monumental et sa fenêtre à guillotine de 6m de haut